# عبدالرحمن فرامرزی
عبدالرحمن فرامرزی (زاده ۲۱ مرداد ۱۲۷۶ – ۲۰ تیر ۱۳۵۱) روزنامه‌نگار و سیاست‌مرد ایران بود.
عبدالرحمن فرامرزی، نویسنده معاصر و استاد دانشگاه، وکیل پایه یک دادگستری و مؤسس و مدتی سردبیر روزنامه کیهان بود. او به همراه برادر بزرگ خود احمد فرامرزی چند دوره وکیل مجلس شورای ملی بود. او به همراه برادرش از فعالان در کودتای ۲۸ مرداد ۱۳۳۲ بر ضد دولت محمد مصدق بود.
نامه‌های اعتراضی او در کیهان در مورد غائله آذربایجان خطاب به جعفر پیشه‌وری در کتابی به نام «استاد فرامرزی و قضیه آذربایجان» گردآوری و منتشر شده‌است.
مجاهد در راه حق اگرچه بعضی اخلاق بد شخصی داشته باشد، بر مجاهد در راه باطل اگرچه از حیث اخلاق فردی بعضی صفات خوب داشته باشد ترجیح دارد.

## زندگی
عبدالرحمن فرامرزی در گچویه یکی از دهستانهای بزرگ منطقهٔ فرامرزان از توابع بخش جناح شهرستان بستک هرمزگان (هرمزگان کنونی و جهانگیریه قدیم) به دنیا آمد. پدر وی شیخ عبدالواحد نام داشت. در سنین جوانی عازم کشور بحرین شد و در مدارس آن کشور به تحصیل علم پرداخت. پس از مدتی دوباره به زادگاه خود برگشت. سپس به تهران کوچید و در آنجا به مراتب بالا رسید و از مشاهیر روزنامه‌نگاران آن دوران شد.
البته سادات دزفولی که به‌تازگی و پس از قحطی در عراق به لارستان کوچ کرده بودند با عبدالرحمن فرامرزی مخالف و از همین رو با بلوا در آخرین دوره حضور فرامرزی غائله ای را در لار طراحی که موجب قتل فریدی اوزی شد.

## در مجلس
او به ویژه در مجلس هفدهم که اکثریت آن و دولت در اختیار جبهه ملی بود، در فراکسیون اقلیت به مخالفت با محمد مصدق پرداخت. در هنگام تصویب اعتبارنامه اش در خرداد ۱۳۳۱ شدیدترین حمله را از طرف سید ابوالحسن حائری‌زاده پذیرا شد. حائری زاده او را به همکاری با رضاشاه و سانسورچی شهربانی بودن و همچنین قاچاق در بنادر جنوب متهم کرد. با این حال اعتبارنامه او با تنها یک رأی مخالف، به تصویب رسید.
اوج این درگیری‌ها در هنگام انتخابات هیئت رئیسه مجلس در تیرماه ۱۳۳۲ بود که جداشدگان از جبهه ملی در ائتلاف با نمایندگان مخالف دولت، تلاش کردند سید ابوالقاسم کاشانی را بار دیگر به ریاست مجلس برگزینند. حال آنکه نظر مصدق بر انتخاب عبدالله معظمی بود. با پیروزی شکننده جبهه ملی و انتخاب معظمی، عبدالرحمن فرامرزی در خطابه‌ای بر جایگاه مجلس تأکید کرد:
مجلس بزرگترین جلسه مملکت است بزرگترین محفل مملکت است این است که رئیس مجلس هم بزرگترین رئیس جلسه مملکت است و چون مجلس نماینده ملت است پس می‌شود گفت رئیس مجلس رئیس ملت است این که گفتم مجلس نماینده ملت است برای اینکه رفع این غلطی را بکنم که در ایران رایج است که می‌گویند ملت چه می‌گوید ملت یعنی مجلس شورای ملی که نماینده ۲۰ میلیون جمعیت است ملت عبارت از ۵ هزار نفر یا پنجاه هزار نفر که در یکجا اجتماع می‌کنند نیست. … تماشاچی به هیچوجه حق ندارد که وکیل را مورد توهین قراربدهد برای اینکه وکیل کیست؟ وکیل یک آدم است بنده اگر بدانم اینها به من فحش می‌دهند وقتی رفتم جلوی مجلس به من فحش می‌دهند یا کتک می‌زنند من نه حرف می‌زنم نه رای می‌دهم مرض هم ندارم این کار را بکنم این وظیفه جنابعالی است که حیثیت مجلس را از این بابت نگه دارید جناب آقای دکتر معظمی من اجباری ندارم به آن کسی که فلان چاقوکش دلش می‌خواهد، رای بدهم من اجبار دارم به آن کسی رای بدهم که به آن معتقد هستم اگر بناباشد که چاقوکش او مرا بزند پس آزادی رای و احترام مجلس و مصونیت وکیل کجا رفته؟
در واپسین جلسه مجلس هفدهم پیش از تعطیلی ناشی از نتایج رفراندم، فرامرزی در انتقاد از عملکرد هیئت رئیسه می‌گوید:
آنچه در این یک ساله می‌خواهیم به بعضی از رفقایمان حالی بکنیم و آن‌ها حاضر نیستند که حالیشان بشود این است که آیا آخر عمر دولت و مملکت ایران یا آخر عمر مشروطیت ایران با آخر عمر دکتر مصدق بسر می‌رود یا بعد از این هم ما باید یک مشروطیتی داشته باشیم و یک مملکتی داشته باشیم اگر آخر عمر ایران است ما قبول داریم این دولت هر کاری می‌خواهد بکند ما حاضریم ولی اگر می‌دانید که بعد از این هم باید مشروطیت ایران باقی بماند و اگر می‌دانید بعد از این هر کسی به خودش حق می‌دهد هر کاری دیگری کرده، بکند و بگوید فلانی هم کرده از همین‌جا جلویش را بگیرید که یک نفر آدم که طرف اعتماد شماست یا طرف محبت شما یا طرف رعب شما است همه کار نکند جناب آقای نخست‌وزیر می‌گویند مریضند دو سال است که می‌گویند مریضند آدم هم یک کلمه اظهار عقیده بکند می‌گویند مخالف است می‌گویند این خصم است، این خائن است آدمی وقتی یک مطلبی به خاطرش رسید نمی‌داند چه جور بگوید که این حرفها را بهش نگویند. آقای نخست‌وزیر دو سال است که به مجلس نمی‌آیند. این راه را باز نکنید که یک رئیس‌الوزرایی به خودش نپسندد که به مجلس بیاید این راه را بازنکنید که یک رئیس‌الوزرا خودش را بالاتر از مجلس بداند… هیچ سابقه ندارد که یک کس دیگری بیاید از طرف نخست‌وزیر جواب بدهد نخست‌وزیر و وزیر دفاع ملی تحت استیضاح هستند شما چه جور جواب می‌دهید از طرف او من غیر از این حرفی ندارم یا به ما بگویید که این آخر عمر ایران است و آخر عمر مشروطیت ایران است تا هر چه شما گفتید ما قبول کنیم یا اگر آخر عمر مشروطیت ایران نیست و آخر عمر ایران نیست مشروطیت ایران را فدای یک نفر آدم نکنید باید بیاید اینجا و جواب بدهد.
پس از مشخص شدن نتایج رفراندم، دولت مصدق اقدام به تعطیل کردن مجلس کرد؛ که یکی از مهم‌ترین وقایع مرتبط با کودتای ۲۸ مرداد بود. برخی از مورخین، برادران فرامرزی را در این کودتا دخیل می‌دانند.